# Men in Black (single)
Men in Black is een nummer van de Amerikaanse rapper en acteur Will Smith uit 1997. Het is afkomstig van de soundtrack van de gelijknamige film, waarin Smith een hoofdrol speelt. Tevens is het de eerste single van Smiths eerste soloalbum Big Willie Style.
De melodie van het nummer is gesampled uit Forget Me Nots van Patrice Rushen. "Men in Black" werd een gigantische wereldhit. Hoewel de single flopte in thuisland de Verenigde Staten, wist de single in veel andere landen de nummer 1-positie te bereiken en haalde de top 10 in ieder land waarin de single de hitlijsten bereikte. 
In Nederland was de single in week 30 van 1997 Megahit op Radio 3FM en in week 31 van 1997 Alarmschijf op Radio 538. De single werd een gigantische hit en bereikte in zowel de Nederlandse Top 40 en Dancesmash op Radio 538 als de Mega Top 100 op Radio 3FM de 2e positie.
In België bereikte de single in zowel de Vlaamse Ultratop 50 als de Vlaamse Radio 2 Top 30 de 3e positie.